# Joachim Lemelsen
Joachim Lemelsen (28 septembre 1888 à Berlin - 30 mars 1954 à Göttingen) est un officier allemand, General der Panzertruppen de la Wehrmacht. Il est décoré croix de chevalier de la croix de fer avec feuilles de chêne.

## Carrière militaire

### Premières années de sa carrière
Joachim Lemelsen est né à Berlin, il est le fils d'un officier de carrière de l'armée de terre, et il entra dans le 40e régiment d'artillerie de campagne (de) de l'armée allemande en 1907 en tant que stagiaire. Au cours de la Première Guerre mondiale, Joachim Lemelsen servit comme officier d'artillerie jusqu'en 1916, puis il fut transféré à l'État-major de la 52e division d'infanterie.
En 1917, il est transféré de l'État-major de la 52e division d'infanterie au commandant de la défense des côtes allemandes de la mer du Nord, sous les ordres de Josias von Heeringen. Il devient le commandant d'un bataillon, puis il est envoyé à l'état-major du 4e corps de réserve.
Joachim Lemelsen termine la guerre avec le grade de capitaine, après avoir reçu la croix de fer de classe I et II et de l'ordre de Hohenzollern.

### République de Weimar
Après la fin de la guerre en 1918 et la défaite de l'Empire allemand qui s'ensuivit, Joachim Lemelsen décide de continuer le service dans la Reichswehr, c'est-à-dire la petite armée qui est autorisée à être maintenue par les clauses du Traité de Versailles de 1919 pour la République de Weimar.
Après la guerre, Joachim Lemelsen retourna au service d'artillerie, pour servir en tant que commandant de l'École d'artillerie en 1934, avec le grade d'Oberst, et en tant que commandant de l'École d'infanterie en 1935. Le 1er avril 1937, il est promu au grade de Generalmajor.
En mars 1938, il reçoit le commandement de la 29e division d'infanterie, l'unité sera plus tard motorisée et elle prit part à l'invasion de la Tchécoslovaquie après les accords de Munich. Le 1er avril 1939, Joachim Lemelsen est promu au grade de Generalleutnant.

### Seconde Guerre mondiale
Au début de la Seconde Guerre mondiale, Joachim Lemelsen est commandant de la 29e division d'infanterie. Sa division prend part à l'invasion de la Pologne en 1939, et aux premières phases de la bataille de France. Le 28 mai 1940, au cours de la bataille de France, le commandement de la 5e division blindée lui est attribué. C'est avec cette division qu'il participe à la lutte contre le Corps expéditionnaire britannique et l'armée française à Dunkerque, lors de l'opération Dynamo. Après cela, il prend la ville de Rouen le 9 juin 1940 après un combat meurtrier contre les forces françaises. Le 1er juillet 1940, Joachim Lemelsen est promu General der Artillerie.
Le 25 novembre 1940 le nouveau XLVII Corps d'armée motorisée est confié à Joachim Lemelsen, avec lequel il est engagé dans l'opération Barbarossa, ainsi que dans les batailles de Smolensk, de Briansk et de Kiev. Le XLVII Corps d'armée motorisée devient le XLVII. Panzerkorps en juin 1942, participant avec son nouveau nom dans les opérations contre les partisans et à la bataille de Koursk.
Après avoir envoyé le XLVII. Panzerkorps en Russie, Joachim Lemelsen prend ensuite le commandement de l'Armée de réserve et temporairement le commandant de la 10e armée en Italie en 1943. Joachim Lemelsen se voit confier le commandement de la 1re armée, déployée sur la côte atlantique française en mai 1944. Seulement un mois plus tard, après la chute de Rome capturée par les Alliés, Joachim Lemelsen fut envoyé en Italie pour prendre le commandement de la 14e armée, qui a combattu tout au long de la campagne d'Italie, entre juin 1944 et la reddition aux armées Alliés à proximité des Alpes le 2 mai 1945.
Joachim Lemelsen est fait prisonnier par l'armée britannique et il a été libéré le 16 mai 1948. Il est décédé à Göttingen (République fédérale d'Allemagne) le 30 mars 1954.

## Décorations et commandements

### Décorations
- Croix de fer (1914)
  - 2e classe (21 septembre 1914)
  - 1re classe (5 décembre 1916)
- Croix hanséatique (14 avril 1917)
- Croix de chevalier de l'ordre royal de Hohenzollern avec glaives (30 octobre 1918)
- Croix d'honneur
- Médaille des Sudètes avec barrette du château de Prague
- Agrafe de la croix de fer (1939)
  - 2e classe (21 septembre 1939)
  - 1re classe (30 septembre 1939)
- Insigne des blessés (1939)
  - en Noir (14 juin 1942)
- Médaille du Front de l'Est (1er août 1942)
- Insigne de combat des blindés en argent (13 janvier 1942)
- Croix allemande en or (15 juillet 1942)
- Croix de chevalier de la croix de fer avec feuilles de chêne
  - Croix de chevalier le 27 juillet 1941 en tant que General der Panzertruppe et commandant du XXXXVII. Panzerkorps
  - 294e feuilles de chêne le 7 septembre 1943 en tant que General der Panzertruppe et commandant du XXXXVII. Panzerkorps